# Conopariella togoensis
Conopariella togoensis är en tvåvingeart som först beskrevs av Günther Enderlein 1922.  Conopariella togoensis ingår i släktet Conopariella och familjen bredmunsflugor.
Artens utbredningsområde är Togo. Inga underarter finns listade i Catalogue of Life.